# Acacia plumosa
Acacia plumosa är en ärtväxtart som beskrevs av Richard Thomas. Lowe. Acacia plumosa ingår i släktet akacior, och familjen ärtväxter. Inga underarter finns listade i Catalogue of Life.